# Луций Лаберий Максим
Луций Лаберий Максим (на латински: Manius Laberius Maximus; * в Ланувиум) е политик и сенатор на Римската империя през края на 1 век по времето на императорите Домициан (81 – 96).
Произлиза от фамилията Лаберии, клон Максим от Volceii, Лукания. Син е на конника, сенатор Луций Лаберий Максим с ранг екви.
През Юдейско-римската война (71 – 73/74) Максим е прокуратор на Юдея по времето на легата на провинцията Секст Луцилий Бас. Максим е управител (Praefectus annonae, praefectus Alexandreae et Aegypti) на римската провинция Египет през 82 – 83 г. след Гай Тетий Приск и е сменен от Луций Юлий Урс. Става при император Домициан през 84 г. преториански префект, командир на преторианската гвардия, след Корнелий Фуск и е сменен от Касперий Елиан.
Той се жени за римлянка и е баща на Маний Лаберий Максим (суфектконсул 89 г., консул 103 г.). Става дядо на Лаберия Хостилия Криспина, която е майка на Луций Брутий Квинтий Криспин (консул 187 г.) и на римската императрица Брутия Криспина, съпруга на император Комод.